# ベルトルト (メラーン公)
メラーン公ベルトルト（Berthold von Andechs, Herzog von Meranien, 1159年ごろ - 1204年8月12日）は、アンデクス伯（ベルトルト4世）、イストリア辺境伯およびクライン辺境伯（ベルトルト2世）。また1180年から1182年の間にメラーン公となった。その領地は、ベルトルトの先祖が1060年代に獲得したアドリア海北部のクヴァルネル湾沿岸からイストリア、クラインにまでおよんだ。

## 生涯
ベルトルトは、アンデクス伯ベルトルト3世とヘートヴィヒ・フォン・ヴィッテルスバッハとの間の息子である。父ベルトルト3世は皇帝フリードリヒ1世の廷臣で、シュポンハイム家のエンゲルベルト3世が死去した後、イストリア辺境伯領を与えられた。
ベルトルトに関する記録が最初に見られるのは1170年で、アンデクス伯としては1172年からである。1175年、ベルトルトはイストリア辺境伯領の共同統治者となった。1180年、皇帝フリードリヒ1世はバイエルン公・ザクセン公ハインリヒ獅子公から公位を剥奪した後、ベルトルトの母の兄弟オットーにバイエルン公位を、ベルトルトにはメラーン公位を与えた。支配することとなったメラーン公領は、実際にはこれまで支配していたイストリア辺境伯領を含んでおり、別に新たに独立した支配を行ったわけではなかった。しかし、公位を与えられたことで、アンデクス伯家は帝国諸侯となった。
1186年、ベルトルトはフリードリヒ１世の息子ハインリヒ6世のイタリア行きに随行し、ハインリヒとコンスタンツェとの結婚に立ち会った。1189年、ベルトルトは帝国軍の第三師団を率い、第3回十字軍においてその旗手をつとめた。1190年のフィロメリオンの戦いではシュヴァーベン公フリードリヒ6世とともに軍を率いた。1195年には、バイエルンのテガーンゼー修道院のフォークトとして記録に見える。ベルトルトは1197年の十字軍にも参加するつもりであったが、同年にハインリヒ6世が死去したため参加しなかった。ベルトルトは皇帝の、神聖ローマ帝国を選挙君主制から世襲君主制に変更する計画（Erbreichsplan）には反対であったが、対立するヴェルフ家のオットー4世を支持する教皇インノケンティウス3世の方針に異を唱えるハインリヒ6世の弟フィリップを支持した。このころ、アンデクス家は大きな権力と影響力を持っており、その領地はフランケン地方からアドリア海にまでおよんでいた。
ベルトルトは1204年に死去し、ディーセンにあるアンデクス家の修道院に葬られた。

## 子女

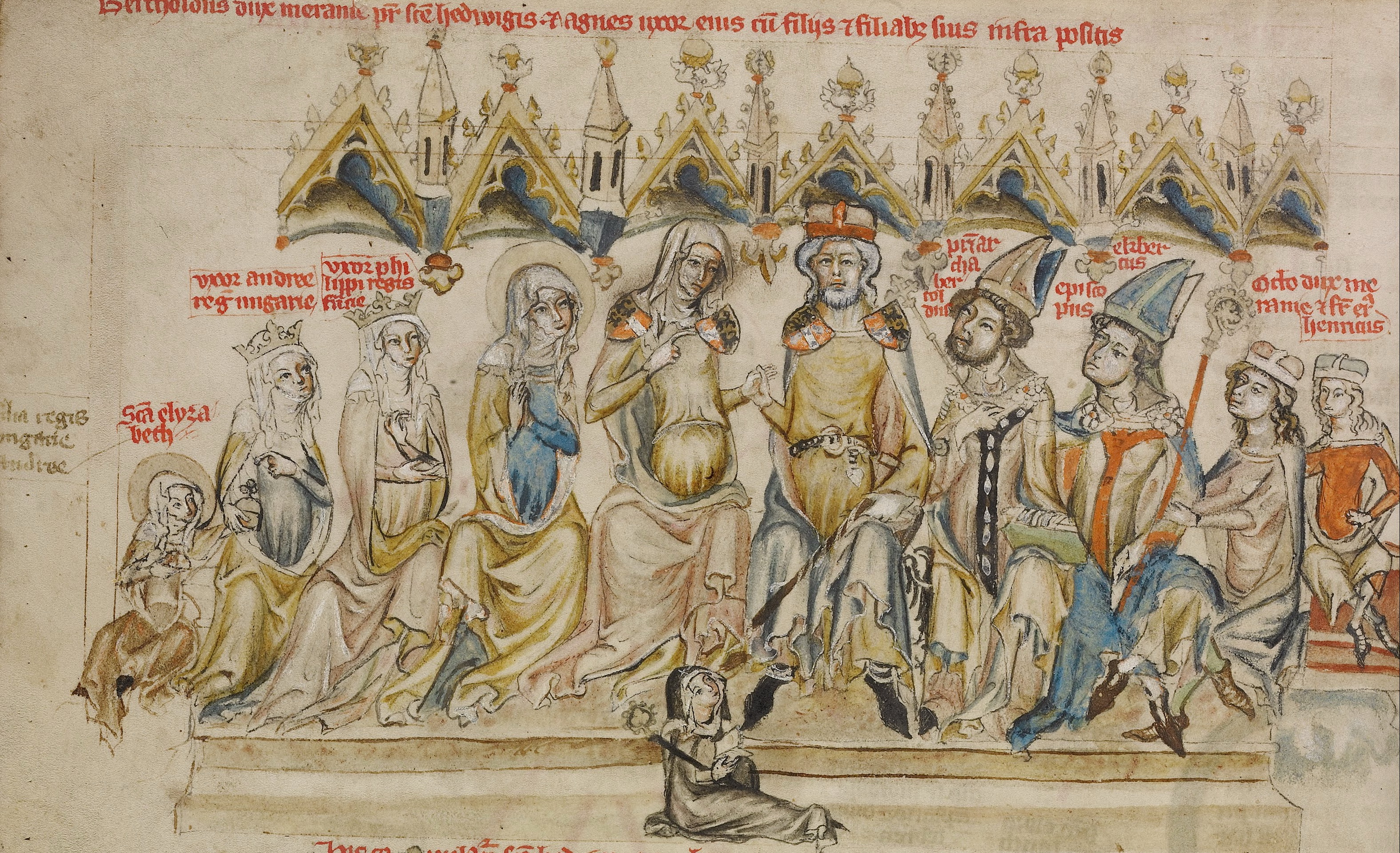
ベルトルト、アグネスと子供たち（Hedwig Codex、1353年）

1180年ごろ、ベルトルトはアグネス・フォン・ロホリッツと結婚した。アグネスはヴェッティン家の下ラウジッツ辺境伯デド3世の娘である。以下の子女をもうけた。
- オットー1世（1180年ごろ - 1234年）[2] - メラーン公位を継承（1204年 - 1234年）。ホーエンシュタウフェン家のブルゴーニュ伯オトン1世の娘ベアトリスと結婚し、1211年にブルゴーニュ伯となった。
- エクベルト（1237年没） - バンベルク司教（1203年 - 1231年）[2]、1234年に甥オットー2世の後見人となった。
- ハインリヒ2世（1228年没）[2] - イストリア辺境伯およびクライン辺境伯（1204年 - 1228年）、ヴィンディッシュ辺境伯およびメトリカの女子相続人ゾフィー・フォン・ヴァイヒセルブルクと結婚。
- ヘートヴィヒ（1174年 - 1243年） - 後のポーランド大公ヘンリク1世と結婚[2]、1267年列聖された。
- アグネス＝マリア（1180年ごろ - 1201年） - 1196年にフランス王フィリップ2世と結婚[2]（1200年離婚）
- ゲルトルート（1185年 - 1213年） - ハンガリー王アンドラーシュ2世と結婚[2]、1205年に王妃となったが、殺害された。
- メヒティルト（1254年没） - バンベルクのザンクト・テオドール修道院の修道女、1215年よりキッツィンゲン女子修道院長
- ベルトルト（1180年ごろ - 1251年）[2] - カロチャ大司教（1206年 - 1218年）、アクイレイア総大司教（1218年 - 1251年）

第三回十字軍においてセルビアを通過した際、1189年7月27日に皇帝フリードリヒ1世はニシュにおいてセルビア君主ステファン・ネマニャと会った。そこでベルトルトの娘と、ミロスラフ・ザビドビッチの息子トルジェンとを聖ゲオルギウスの祝日の翌日（1190年4月24日）に結婚させる交渉が行われた。この結婚は行われなかったようで、『Historia de Expeditione Friderici Imperatoris（皇帝フリードリヒの遠征記）』にも娘の名は見られない。研究者の間では、この娘が上記の娘たちのうちの一人か、それともそれ以外の記録上にない娘かで、意見が分かれている。